# مراوح (وادي العين)
'

تعديل مصدري - تعديل

مراوح هي إحدى قرى عزلة وادي العين بمديرية حورة التابعة لمحافظة حضرموت، بلغ تعداد سكانها 372 نسمة حسب تعداد اليمن لعام 2004.